# Gyrostat

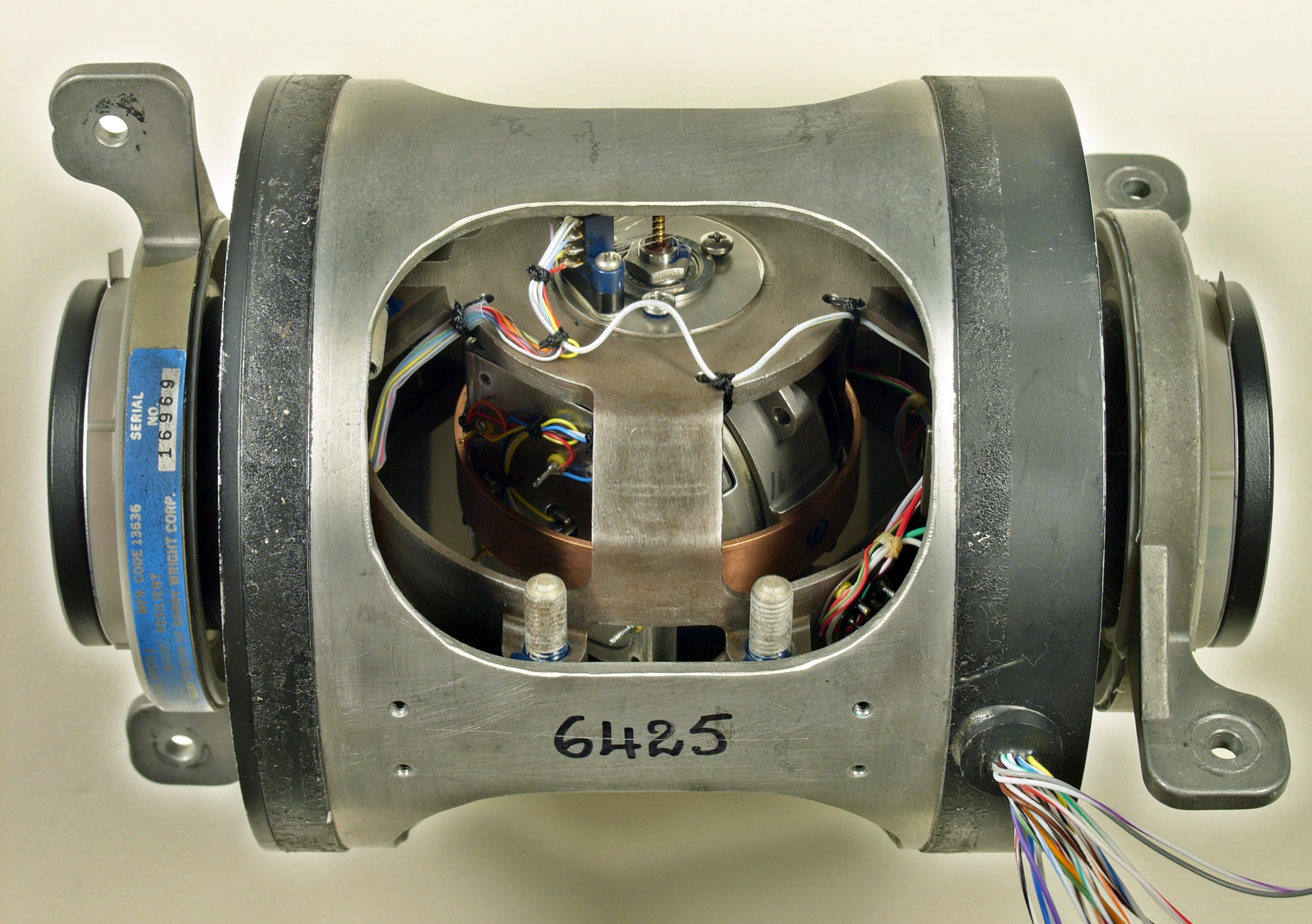
Gyrostat

Gyrostat (anglicky control moment gyroscope) je zařízení využívající energie rotujícího setrvačníku ke stabilizaci polohy všech zařízení, u kterých je žádoucí eliminovat náhodné působení vnějších sil jako například: plachetnice, jachta, steadycam, helikoptéra a různé ruční a mobilní střelné zbraně (resp. zbraňové systémy s poloautomatickou korekcí zaměřování).
Není pravda, že při použití jízdního kola či motocyklu gyroskopický jev významnou měrou pomáhá udržet rovnováhu. Jeho efekt je zanedbatelný. Jedná se o vědecký mýtus.
Stejného jevu využívá také projektil (kulka) jejíž hmota tvoří setrvačník a rotace je vyvolána spirálovým drážkováním vnitřního povrchu hlavně.

## Princip činnosti
Výkon gyrostatu {\displaystyle E} se setrvačníkem uloženým v jednom gimbalu
{\displaystyle E={\frac {1}{2}}\cdot J\cdot v^{2}},
kde {\displaystyle J} je energie setrvačníku a {\displaystyle v} je úhlová rychlost.

## Typické aplikace
Jednou z nejdůležitějších aplikací je stabilizace polohy těles kosmického programu (družic, vesmírných stanic, raketoplánů), kde je použití CMG jediným možným řešením.
V neposlední řadě setrvačník (popřípadě jejich kombinace) uložený ve třech volně otočných gimbalech a v každé ose opatřených snímačem polohy tvoří základ navigačního přístroje obsaženého prakticky ve všem, co létá, a v mnoha dalších zařízeních zvaného gyroskop, který je velmi rozšířeným mechanickým předchůdcem kapacitního gyroskopu.

## Příklad použití
Silový gyroskop na ISS slouží ke stabilizaci a drobným změnám polohy orbitálního komplexu. Ve skutečnosti se nejedná o gyroskop, ale o řízený gyrostat tvořený soustavou čtyř vzájemně interagujících setrvačníků uložených v jedné ose volnosti ovládané servopohonem. Vychylování osy rotace setrvačníků a změna jejich otáček vyvolává reakční sílu, která se přes ložiska přenáší na centrální nosník Z1, a tím vyvolá změnu polohy celé stanice. Tato síla je přímo úměrná hybnosti setrvačníků. Stejně tak jakákoli vnější síla působící změnu polohy stanice (např. při připojování raketoplánu) je nucena překonat nejprve hybnost setrvačníků.